# Badhan
Badhan oder Baran (Somali: Badhan; arabisch برن Baran) bezeichnet eine Stadt und einen Bezirk im Nordosten Somalias, in der Region Sanaag.
Seit 1991, dem Beginn des somalischen Bürgerkriegs, ist die Stadt stark gewachsen. Die großen Stadtviertel heißen Horseed, Iftin, Furqan und Nour. Die Zahl der Einwohner wird auf 7200 geschätzt, nach anderen Quellen aber auch bis zu 120.000. Es existieren ein Krankenhaus und mehrere Schulen. Eine Universität befindet sich gerade im Aufbau.
Zwischen Juli 2007 und Januar 2009 war Badhan die Hauptstadt des sogenannten Maakhir. Eine Staatsgründung lokaler Clanführer aus der Bevölkerungsmehrheit der Warsangeli, einer Clanfamilie der Harti-Darod, die sich jedoch nach kurzer Zeit an das seit 1998 de facto autonome Puntland angeschlossen hat.
Fatima Jibrell, die Gründerin der Nichtregierungsorganisation Horn Relief (heute Adeso), lebte und arbeitete mehrere Jahre in Badhan und ihre Organisation unterhält dort bis heute ein Büro.

## Geschichte
Die Stadt ist etwa 150 Jahre alt und begann mit der Siedlung Hubeera, die aufgrund ihrer niedrigen Lage in der Regenzeit jedoch immer wieder der Gefahr von Überschwemmung ausgesetzt war. Vor etwa 40 Jahren wurde sie daher verlegt und übernahm den Namen der am neuen Ort gelegenen Bohrstelle Badhan.
Erste Ansiedlungen entstanden durch Hirten des Warsangeli-Clan im 14. Jahrhundert, die hier Wasser für ihre Herden fanden. Mehrmals war die Stadt Kriegsschauplatz zwischen Truppen des damaligen Warsangeli Sultanat und der Derwisch-Bewegung unter Mohammed Abdullah Hassan, welcher eine größere Befestigungsanlage in der Stadt errichten ließ.

## Lokale Politik

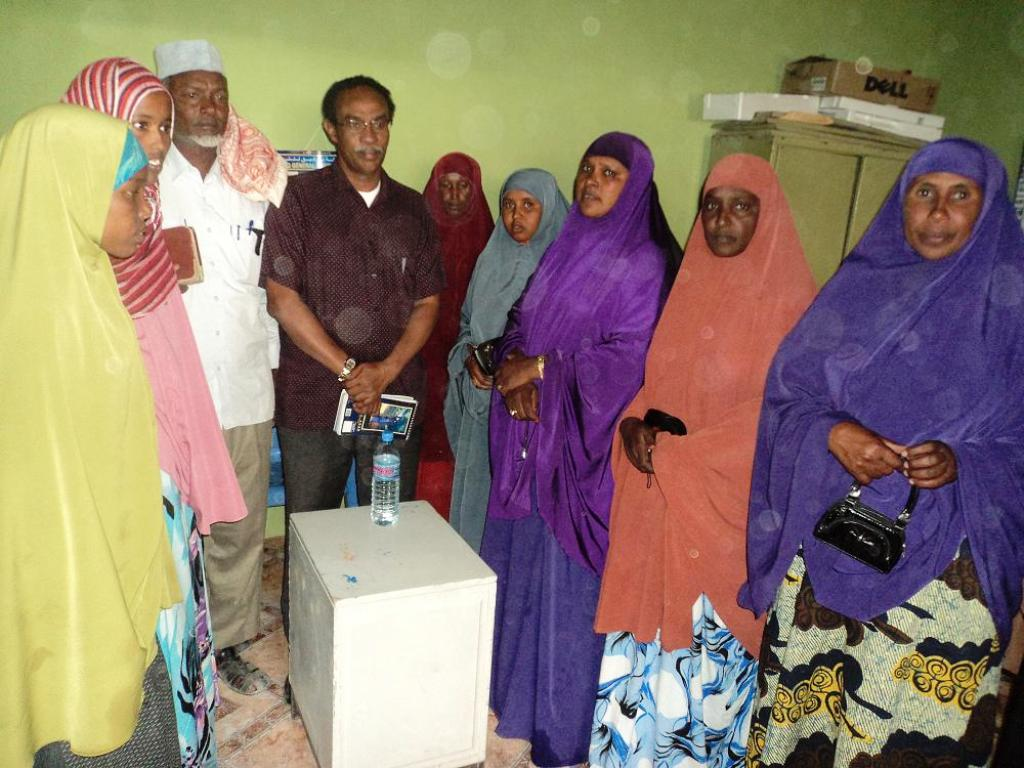
Frauen der Distriktvertretung Badhan

In Anwesenheit des Ältestenrats und des Innenministers von Puntland, Abdullahi Ahmed Jama ‘Ilkajir’, wurden am 20. März 2011 neue Vertreter für den Distrikt gewählt. District Commissioner wurde Mr. Abdirizak Ahmed Isse, als deputy commissioner Ms Zainab Abdi Mohamed gewählt.
Unter den Wahlgewinnern befanden sich ein für Somalia ganz ungewöhnlich hoher Anteil von Frauen, so dass diese bis zur nächsten Wahl neben der Position als deputy commissioner ganze 10 der 28 für den Distrikt vergebenen Sitze einnehmen.
Traditionell hat die Distriktverwaltung in Somalia eine sehr starke Position zur Klärung lokaler Angelegenheiten. Seit Ausbruch des Bürgerkriegs 1991 und mit dem Zerfall der zentralen staatlichen Verwaltung sind die Möglichkeiten zur Einflussnahme aber nur noch eingeschränkt vorhanden.

## Schule und Ausbildung

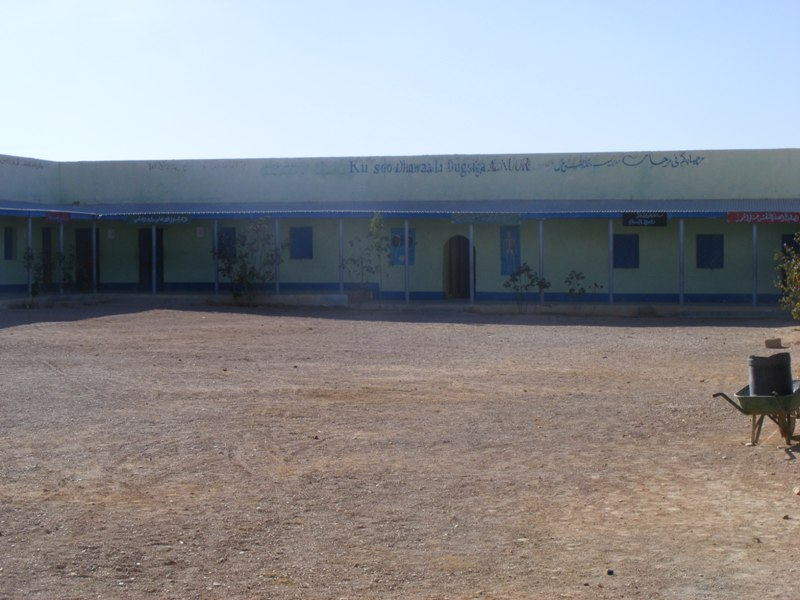
Alnour Schule in Badhan

Badhan hat sich seit 1997 zu einem Bildungszentrum entwickelt. Drei Grundschulen, ebenso viele weiterführende Schulen und es gibt Pläne ein technisches College einzurichten.
- Alfurqan Primary and Elementary School
- Alnour Primary and Elementary School
- Sinai Primary and Elementary School
- Alfurqan High School
- Alnour High School
- Badhan High School

Daneben gibt es noch mehrere private Sprachschulen, in denen vor allem Arabisch und Englisch unterrichtet wird:
- Lafole School of Languages
- Tawakal School of Languages
- Haji Ayan Community College
- Iqra Institute for Higher Education.

Finanziert durch in Minneapolis lebende Auswanderer aus dieser Region, konnte die Maakhir-Universität bereits mit den ersten beiden Studiengängen 'Education and Computer Information Science' eröffnet werden. Unter ihrem derzeitigen Dekan Abdirahman Hersi sollen weitere Studiengänge wie Gesundheit, Betriebswirtschaft und Finanzen bald folgen.

## Verkehr

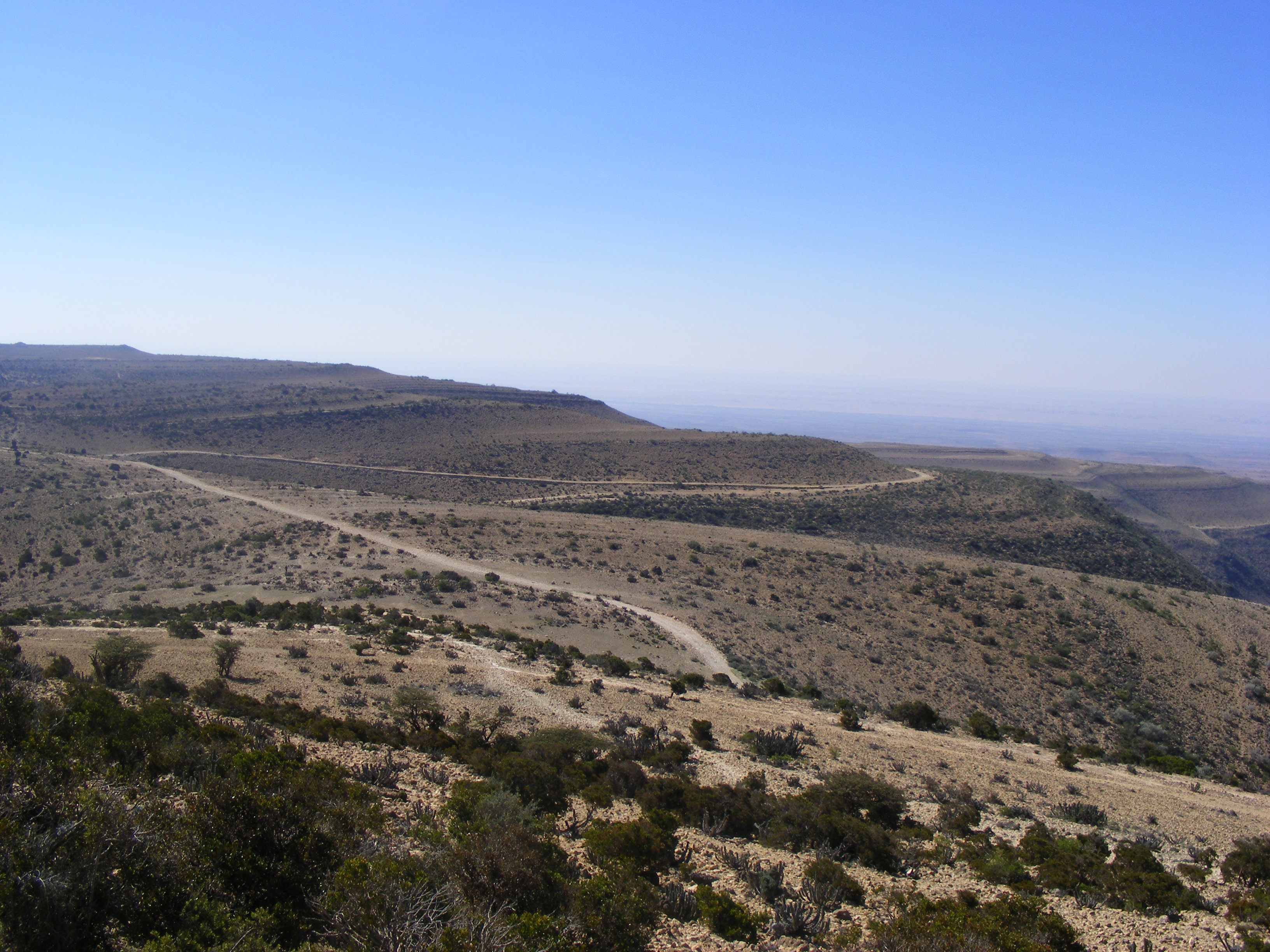
Geeldora Road

Im Zentrum der Region Saanag gelegen, verläuft durch die Stadt sowohl die Straße von Boosaaso nach Erigavo wie auch die Straße von Laasqorey in die Region Sool noch Las Anod.
In Richtung der ca. 95 km entfernten historischen Stadt Laasqorey führt die Geeldora Road. Ebenso wie die anderen Straßen ist sie unbefestigt, in schlechtem Zustand und führt durch raues Gelände. Die örtliche Bevölkerung verfügt nur über eine sehr kleine Anzahl an Motorfahrzeugen.
Im Stadtzentrum gibt es eine 2 km lange und 65 m breite Landebahn, nachdem in den 1980er Jahren Ölfirmen bei der Suche nach Erdöl einen Landeplatz in der Region benötigten. Als Flughafen wird die Anlage aber seit Jahren nicht mehr verwendet, so dass die Landebahn inzwischen durch Gras überwachsen oder vom Regen ausgewaschen ist.

## Versorgung
Badhan verfügt über das größte Krankenhaus der Sanaag-Region. Es musste aber 2009 mangels Finanzierung geschlossen werden, so dass Kranke und Verletzte derzeit nur notdürftig über die Apotheken in der Stadt versorgt werden, die zumindest einfache medizinische Hilfe anbieten, oder in die Region Bari nach Bosaso gebracht werden müssen.

## Wirtschaft und Kommunikation
Badhan gilt im Bürgerkrieg als relativ sicherer Zufluchtsort. In diesem Umfeld und durch die zentrale Lage konnte sich ein erfolgreicher Markt für Frischmilch, Fleisch und in der Umgebung angebautes Gemüse entwickeln.
Seit 2009 gibt es neben zahlreichen Gästehäusern auch ein dreistöckiges Hotel, das ein örtlicher Geschäftsmann aus Cardiff, Vereinigtes Königreich errichtet hat. Im Stadtzentrum finden sich Internetcafés und eine Reihe von Coffee Shops, in denen Khat gekaut wird.
Badhan verfügt über eine moderne Telefon-Infrastruktur des lokalen Anbieters Golis Telecom, so dass neben Festnetz auch Mobiltelefone und Internetzugang in den örtlichen Cafés mittlerweile alltäglich sind.